# 新潟県道283号西片貝浦瀬線
新潟県道283号西片貝浦瀬線（にいがたけんどう283ごう にしかたかいうらせせん）は、新潟県長岡市内を通る一般県道である。

## 概要

### 路線データ
- 起点：新潟県長岡市西片貝町字上の山（新潟県道9号長岡栃尾巻線交点）
- 終点：新潟県長岡市浦瀬町字石の下（新潟県道8号長岡見附三条線交点）

## 地理

### 通過する自治体
- 新潟県長岡市

### 接続する道路
- 新潟県道9号長岡栃尾巻線（起点：長岡市西片貝町字上の山、「長岡栖吉郵便局」前）
- 国道351号（乙吉交差点）
- 新潟県道8号長岡見附三条線（終点：浦瀬町交差点）

### 周辺
- 新潟県農業総合研究所 作物研究センター
- 長岡大学
- 長岡工業高等専門学校
- 新潟県立長岡商業高等学校
- 長岡市立栖吉中学校
- 長岡市立山本中学校
- 長岡市立栖吉小学校
- 長岡市立浦瀬小学校
- JA越後ながおか 山本支店
- 長岡栖吉郵便局
- 悠久山公園
- 長岡市悠久山野球場
- 長岡市郷土史料館